# Paltramplatz
Der Paltramplatz befindet sich im 10. Wiener Gemeindebezirk, Favoriten, in einem Rasterviertel zwischen Neilreichgasse und Laxenburger Straße südwestlich des Bezirkszentrums. Die Gegend wurde 1892 eingemeindet, der Platz 1895 nach dem Altwiener Geschlecht der Paltram benannt, die im 13. Jahrhundert ein Schloss in Unterlaa besaßen. Einer von ihnen, Paltram vor dem Freithof, hatte 1260 bis 1276 eine führende, bürgermeisterähnliche Stellung in Wien inne. Der Platz zählt zur Katastralgemeinde Inzersdorf-Stadt, nicht zu verwechseln mit dem heutigen Inzersdorf im 23. Bezirk. Der Platz ist mit den Straßenbahnlinien O und 11 erreichbar, die auf der Laxenburger Straße verkehren.

## Lage und Charakteristik
Der rechteckige Paltramplatz befindet sich im verbauten Gebiet am nördlichen Hang des Wienerberges zwischen der Van-der-Nüll-Gasse (im Westen), der Angeligasse (im Norden), der Leebgasse (im Osten) und der Hardtmuthgasse (im Süden des Platzes), deren Fahrbahnen sich auf dem Platz fortsetzen. Im Rechteck der Fahrbahnen befindet sich eine unbenannte Parkanlage. Alle anliegenden Gassen werden als Einbahnstraßen geführt, es verkehren hier keine öffentlichen Verkehrsmittel.
Die Verbauung besteht an der südlichen und westlichen Seite des Platzes aus Wohnhäusern, während im Norden und Osten noch ebenerdige Gewerbebetriebe bestehen. Die Hausnummern der angrenzenden Gassen werden durch die Nummerierung am Paltramplatz, wie üblich im Uhrzeigersinn, unterbrochen.

## Gebäude

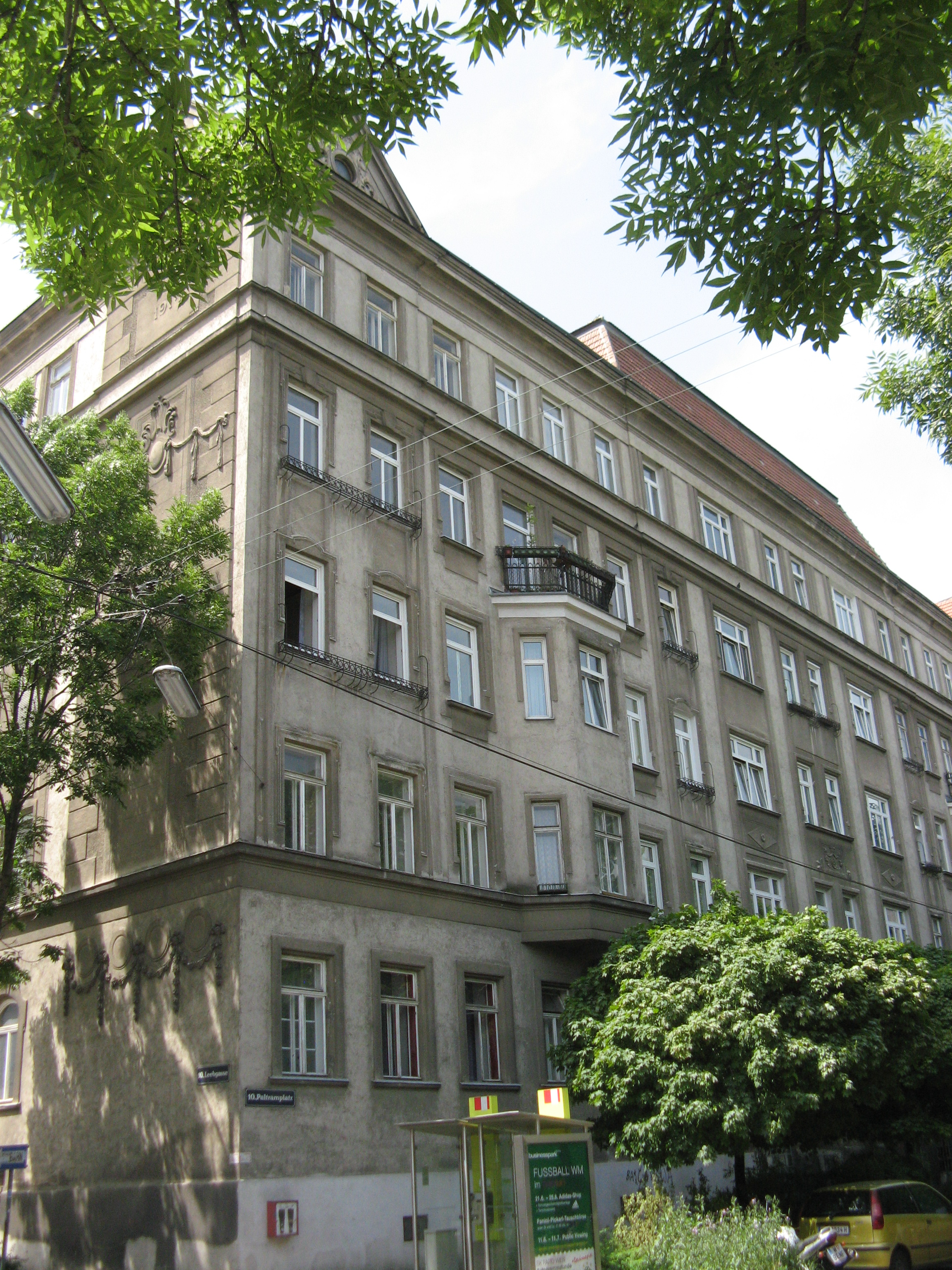
Paltramhof (1914)

### Nr. 5–6: Paltramhof
Der südliche Rand des Paltramplatzes wird zur Gänze vom Block des Paltramhofes eingenommen. Er wurde 1914 von Josef Sinnenberg errichtet. Das fünfgeschoßige Gebäude weist eine schlichte Gliederung mit Erkern auf, bei der vor allem die Dachaufsätze ins Auge fallen. Tor- und Stiegengitter sind aus Schmiedeeisen.

### Nr. 7: Wohnhaus
Das Wohnhaus mit 22 Wohnungen aus dem Jahr 2001 / 2002 wurde vom Architekturbüro Delugan Meissl entworfen. Die kompakte Fassade wird durch verglaste Loggien aufgelockert. Auf dem Gebäude befindet sich eine für alle Hausbewohner zugängliche Dachterrasse.

### Park
Der Park auf dem Paltramplatz ist mit zahlreichen Bäumen bestanden. Er steht mit Spiel- und Ballspielplätzen fast zur Gänze Kindern und Jugendlichen zur Verfügung.